# Ansonia siamensis
Ansonia siamensis es una especie de anfibios de la familia Bufonidae.
Es endémica de Tailandia.
Su hábitat natural incluye bosques tropicales o subtropicales secos y a baja altitud y ríos.